# 滝川具綏
滝川 具綏（たきがわ ともやす）は、江戸時代後期の旗本で明治初期の陸軍軍人である。最終階級は陸軍中尉。位階は従七位。父は大目付を勤めた旗本の滝川具挙。家紋は鶴の丸。

## 経歴
慶応2年（1866年）、横浜でのフランス兵式伝習に参加した。
慶応4年（1868年）1月、鳥羽・伏見の戦いに参加。江戸で歩兵頭並に昇進。江戸開城の際、伝習第一大隊の残兵を率いて江戸を去り、同年4月14日大鳥圭介と合流。直後に秋月登之助の伝習第一大隊から本多幸七郎の伝習第二大隊に転属し、伝習第二大隊頭取改役となった。
その後、大川正次郎と共に実戦経験が無かった大鳥圭介を支え、宇都宮城の戦い、今市の戦い、会津戦争と転戦し、仙台で伝習士官隊隊長に昇進した。なお、伝習歩兵隊隊長には、大川正次郎が就任した。
その後、榎本武揚の艦隊と合流、箱館戦争に参加し、明治2年（1869年）4月の二股口の戦いでは新政府軍の駒井政五郎の軍を敗走させたが、この戦いで多くの部下を死なせた滝川充太郎に対し大川正次郎が詰め寄った際は、陸軍奉行並であった土方歳三が「大川の理、滝川の勇」と評して仲裁したという。
同年5月、五稜郭の開城により降伏した。家督は弟の規矩次郎（具和）が継いだ。
その後、弘前、函館を経て赦免され、静岡へ移り、明治4年（1871年）、日本陸軍に大川正次郎と共に入隊。明治10年（1877年）、西南戦争において別働第二旅団に所属し、人吉攻防戦に参加、熊本県球磨郡瀬戸山で戦死した。享年28。
大鳥は墓碑文の中で「君少ニツ捷敏豁達小事ヲ屠セズ」 と評した。